# Municipio de Weimer (Dakota del Norte)
El municipio de Weimer (en inglés: Weimer Township) es un municipio ubicado en el condado de Barnes en el estado estadounidense de Dakota del Norte. En el año 2010 tenía una población de 47 habitantes y una densidad poblacional de 0,5 personas por km².

## Geografía
El municipio de Weimer se encuentra ubicado en las coordenadas 47°1′20″N 97°46′10″O / 47.02222, -97.76944. Según la Oficina del Censo de los Estados Unidos, el municipio tiene una superficie total de 93.31 km², de la cual 93,31 km² corresponden a tierra firme y (0 %) 0 km² es agua.

## Demografía
Según el censo de 2010, había 47 personas residiendo en el municipio de Weimer. La densidad de población era de 0,5 hab./km². De los 47 habitantes, el municipio de Weimer estaba compuesto por el 100 % blancos. Del total de la población el 0 % eran hispanos o latinos de cualquier raza.